# Tachrafat
Tachraft  (in arabo تشرافت‎?) è un centro abitato e comune rurale del Marocco situato nella provincia di Khouribga, regione di Béni Mellal-Khénifra. Conta una popolazione di 3 636 abitanti (censimento 2014).